# گمینا توپلیتسه
گمینا توپلیتسه (به لهستانی:  Gmina Tuplice) یک گمینا در لهستان است که در شهرستان ژاری واقع شده‌است.
 گمینا توپلیتسه ۶۵٫۸۹ کیلومتر مربع مساحت و ۳٬۲۷۸ نفر جمعیت دارد.